# Svobodnyj
Svobodnyj è una città della Russia nell'estremo oriente russo (Oblast' dell'Amur), porto sul fiume Zeja, 170 km a nord del capoluogo Blagoveščensk; è il capoluogo amministrativo del distretto omonimo.
Fondata nel 1912 con il nome di Alekseevsk (Алексеевск), ricevette il nome attuale nel 1917.

## Società

### Evoluzione demografica
Fonte: mojgorod.ru
- 1926: 10.000
- 1939: 44.000
- 1959: 56.300
- 1979: 74.500
- 1989: 80.000
- 2002: 63.889
- 2007: 60.800